# Abborrtjärnen (Ragunda socken, Jämtland, 701119-152199)
Abborrtjärnen är en sjö i Ragunda kommun i Jämtland och ingår i Indalsälvens huvudavrinningsområde.